# 대한민국 상법 제356조의2
대한민국 상법 제356조는 주식의 전자등록에 대한 상법 회사법의 조문이다.

## 조문
第356條 (株券의 記載事項) 주권에는 다음의 사항과 번호를 기재하고 대표이사가 기명날인 또는 서명하여야 한다. 

1. 會社의 商號

2. 會社의 成立年月日

3. 會社가 發行할 株式의 總數

4. 액면주식을 발행하는 경우 1주의 금액

5. 會社의 成立後 發行된 株式에 關하여는 그 發行 年月日

6. 종류주식이 있는 경우에는 그 주식의 종류와 내용

6의2. 株式의 讓渡에 관하여 理事會의 승인을 얻도록 정한 때에는 그 規定